# Raasdorp
Raasdorp of Raesdorp is een voormalig vrij ambacht en dorp, na 1632 buurtschap, die tussen het Lutkemeer en het Spieringmeer in lag. Het Spieringmeer ging later op in het Haarlemmermeer. Het lag dicht bij Oud Osdorp en ten westen van de huidige Lutkemeerweg.

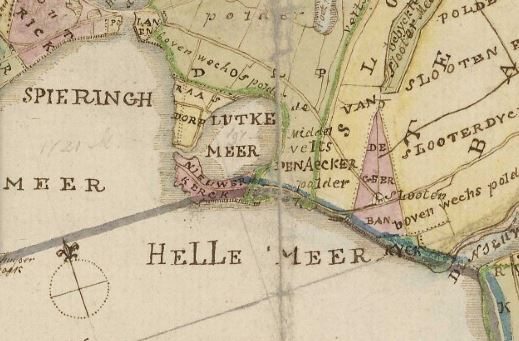
Een detail van een kaart uit 1790 van J. de Sauvage en Kl. Vis, met Raasdorp in het midden.

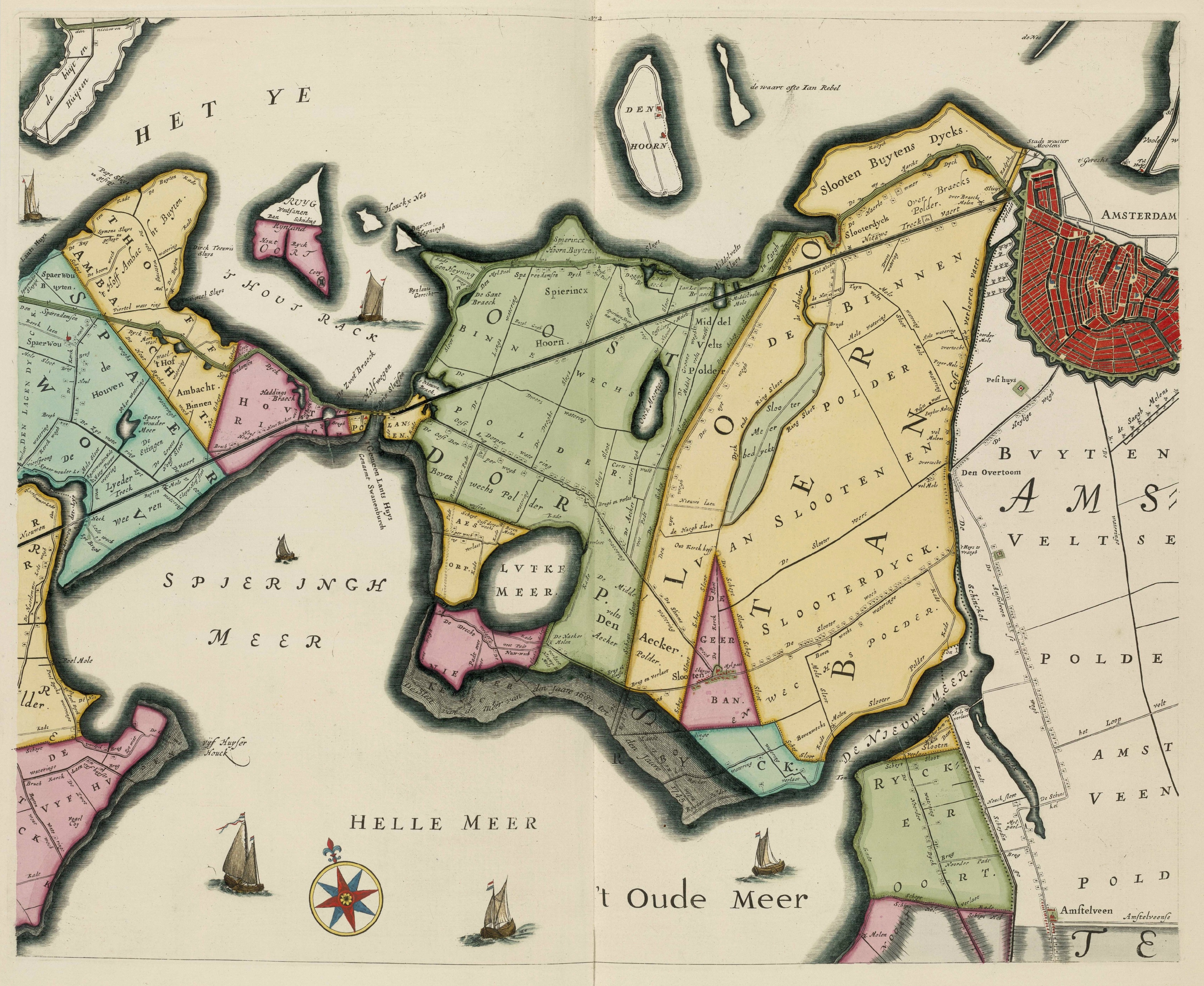
Kaart van een deel van het Hoogheemraadschap van Rijnland uit 1746 met daarop o.m. het gebied rond Sloten. In geel aangegeven ligt tussen Spieringh- en Lutkemeer Raesdorp.

Volgens de kaart uit 1790 van J. de Sauvage en kl.Vis bestond de buurtschap toen uit een aantal huizen, de Bovenmolen en waren er een viertal wegen. De 'Wijsentkade' vormde de noordelijke begrenzing, de 'Raesdorperkade' lag aan de oostkant langs het Lutkemeer. Aan de zuidkant werd de buurtschap begrensd door de 'Nieuwerkerker Leede', een smalle verbinding tussen het Lutkemeer en het Spieringmeer, aan de westkant grensde het Spieringmeer, later Haarlemmermeer.
Oorspronkelijk strekte Raasdorp zich verder naar het noordwesten uit richting 'Polanen' (thans Halfweg), maar hier heeft de 'Waterwolf' in de loop der eeuwen veel land weggevreten. Het 'Raesdorperpad' verbond Raesdorp met de Oostdorperwech, hier ligt nu de Raasdorperweg.
Het gebied behoort sinds 1921 tot de gemeente Amsterdam, maar het eigendom was eigenlijk al veel eerder verworven. Amsterdam kocht de ambachtsheerlijkheid waartoe Raasdorp behoorde al in 1529 van Reinoud III van Brederode.
In vroeger tijden was het een van ouds voornaam dorp en had onder meer een rechtbank met drie schepenen. De inwoners leefden voornamelijk van veeteelt en visserij. In 1632 werd het dorp door een storm en overstroming vrijwel geheel verzwolgen door het Spieringmeer waarna er nog 6 tot 8 huizen overbleven. Uit de restanten van het vrijwel verdronken dorp ontstond later de buurtschap die sinds 1816 behoorde tot de gemeente Sloten.
Het langs het Haarlemmermeer gelegen deel van de buurtschap verdween bij de aanleg van de Haarlemmermeerpolder en het restant van de buurtschap verdween na de inpoldering van het Lutkemeer.
Bij de aanleg tussen 1840 en 1845 van de Ringvaart van de Haarlemmermeer werd de landtong Raasdorp doorsneden. De zuidwestelijke helft kwam in de nieuwe droogmakerij te liggen, deze is nog steeds te herkennen aan een afwijkende verkaveling. Ook ligt er in de Haarlemmermeer een Raasdorperweg. De noordoostelijke helft werd na de droogmaking van de Lutkemeer in 1865 onderdeel van de nieuwe Lutkemeerpolder en vervolgens uitgeveend. Hier stond tot 1975 langs de Ringvaart ook het stoomgemaal, na 1925 elektrisch gemaal, van de Lutkemeerpolder.
De huidige Raasdorperweg, die van de Osdorperweg naar de Ringvaart loopt, is bij een raadsbesluit van 7 mei 1929 vernoemd naar deze buurtschap. Aan de overkant van de Ringvaart in de Haarlemmermeer loopt de Raasdorperweg door en volgt daar de contouren van een landtong die bij de aanleg van de ringdijk doorsneden is. De verkaveling op de voormalige landtong volgt nog die van het oude land.
De huidige Westrandweg loopt vlak ten oosten van de Raasdorperweg, ongeveer op de plaats waar vroeger de buurtschap lag. Ondanks dat het Raasdorp is verdwenen bestaat de naam nog steeds echter voor het knooppunt Raasdorp, alhoewel dit zich in de vroegere Haarlemmermeer aan de andere zijde van de Ringvaart bevindt.
Op het Osdorpse deel van Raasdorp bevonden zich sinds de jaren zestig slibvelden (met de Slibveldenweg). Voor de aanleg van de Westrandweg werd hier een zanddepot gelegd, dit is in 2017 omgevormd tot een heuvel en een natuurgebiedje met de naam Raesberg.